# Национальная телерадиокомпания Чувашии
«Национальная телерадиокомпания Чувашии» или «Чăваш Ен» (НТРК, чув. Чăваш Наци телерадиокомпанийĕ) — вещательная организация, основанная Министерством цифрового развития, информационной политики и массовых коммуникаций Чувашской Республики в форме автономного учреждения.
Осуществляет работу и круглосуточное вещание на двух языках (на чувашском и на русском) трех средств массовой информации: «Национальное радио Чувашии — Чӑваш Ен» (2009 г.), телеканала «Национальное телевидение Чувашии — Чӑваш Ен» (2011) и радиоканала «Тӑван радио» (2013).

## История
Необходимость создания в республике национальных электронных средств массовой информации созрела давно, но отсутствие политической воли не способствовало совершению конкретных шагов к решению этого вопроса.
Желание населения республики и чувашской диаспоры России всё же было услышано. В соответствии с Постановлением Кабинета Министров Чувашской Республики от 11.12.2008 № 372 «О создании автономного учреждения Чувашской Республики „Национальное радио Чувашии“ Министерства культуры, по делам национальностей, информационной политики и архивного дела Чувашской Республики» было создано Национальное радио Чувашии, которое начало тестовое вещание 25 апреля 2009 года.
24 февраля 2011 года Национальная телерадиокомпания Чувашии выиграла конкурс на право эфирного радиовещания на частоте 105,0 МГц.
28 ноября 2012 года Национальная телерадиокомпания Чувашии выиграла федеральный конкурс на право осуществлять наземное вещание на частоте 100,3 FM в Чебоксарах. 16 декабря 2013 года в тестовом режиме начал работать новый радиоканал — «Тăван радио».

## Вещание

### Концепция вещания
Национальная телерадиокомпания Чувашии развивается в русле мультикультурного общества. Профессиональный коллектив готовит программы на чувашском и русском языках, выходят в эфир передачи об истории, традициях, национальной самобытности других народов, населяющих Чувашию.

### Национальное радио Чувашии
Радиоканал вещает на чувашском и русском языках на всю республику на 95.9 FM, 3-й кнопке, а также в режиме реального времени на сайте www.ntrk21.ru. Техническую возможность принимать «Национальное радио Чувашии — Чăваш Ен» имеют 1250,5 тыс. человек в Чувашской республике, а также жители соседствующих республик и областей. Радиоканал активно пополняет аудиоархив, ведет запись радиоспектаклей и премьерных концертов. Национальное радио создает более 50 программ ежемесячно.

### Национальное телевидение Чувашии
Национальное телевидение Чувашии — первый в республике телеканал, применяющий технологию «бесплёночного» производства. Новейшее оборудование обеспечивает видеопроизводство на высоком техническом уровне. Мобильная станция позволяет делать трансляции важных событий в жизни республики в записи и в прямом эфире.
Программы «Национального телевидения» в кабеле смотрят жители городов Чебоксары, Новочебоксарск, Марпосад, Козловка, Цивильск, поселков Кугеси, Тюрлема, Опытный. По всей республике вещание осуществляется в ip-сетях провайдера ОАО «Ростелеком» при наличии технической возможности. Все программы можно увидеть в интернете на сайте www.ntrk21.ru как онлайн, так и в архиве программ.
В настоящее время на «Национальном телевидении Чувашии» производится 27 авторских программ. Ежедневно выходит информационная программа «Республика» на русском и чувашском языках. Только за 2013 год записано более 25 концертов и спектаклей. Весь этот объём работ выполняют 29 сотрудников телевидения. Всего в телерадиокомпании работают 75 человек
С ноябре 2019 года «НТРК Чăваш Ен» так же выходит «врезками» в цифровой вещании на телеканале «ОТР». (Ежедневно с 06:00 до 07:00 и c 18:00 до 19:00)

### «Тăван радио»
Вещание «Тăван радио» («Родное радио» — перевод) на частоте 100,3 FM распространяется на Чебоксары, Новочебоксарск и прилегающие районы. В эфире звучат музыкальные композиции на русском и чувашском языках, лучшие программы «Национального радио Чувашии», прямые включения, другие информационные и развлекательные программы. В первую очередь — это интерактивное радио, площадка для дискуссий.